# کمینو تاسهارا (کالیفرنیا)
کمینو تاسهارا (به انگلیسی: Camino Tassajara) یک منطقهٔ مسکونی در ایالات متحده آمریکا است که در شهرستان کنترا کوستا، کالیفرنیا واقع شده‌است. کمینو تاسهارا ۳٫۲۶۵ کیلومتر مربع مساحت و ۲٬۱۹۷ نفر جمعیت دارد و ۲۴۸٫۱۱ متر بالاتر از سطح دریا واقع شده‌است.